# Sant Isidre (el Castellet)
Sant Isidre era una ermita de l'antic terme ribagorçà d'Espluga de Serra, integrat actualment en el de Tremp, de la comarca del Pallars Jussà. Situada al sud-est del Castellet, les seves ruïnes són en el costat de llevant de la pista rural que des del Castellet mena a Sapeira. És al sud-est del Tossal de la Marina.